# Theronia hispida
Theronia hispida är en stekelart som beskrevs av Gupta 1962. Theronia hispida ingår i släktet Theronia och familjen brokparasitsteklar.

## Underarter
Arten delas in i följande underarter:
- T. h. luzonensis
- T. h. visayensis
- T. h. mangyanorum